# Darius Henderson
Darius Henderson (Sutton, 7 settembre 1981) è un ex calciatore inglese di ruolo attaccante.

## Carriera
Ha giocato 35 partite in Premier League.